# Minas de Riotinto
Minas de Riotinto è un comune spagnolo di 4 621 abitanti situato nella comunità autonoma dell'Andalusia, provincia di Huelva, comarca di Cuenca Minera.